# Euxesta remota
Euxesta remota är en tvåvingeart som beskrevs av Cresson 1924. Euxesta remota ingår i släktet Euxesta och familjen fläckflugor. Inga underarter finns listade i Catalogue of Life.